# ذاكرة عرضية
الذاكرة العرضية (بالإنجليزية: Episodic memory) هي ذاكرة أحداث السيرة الذاتية (الأوقات والأماكن، والعواطف المرتبطة بها، وغيرها كمعرفة من، ماذا، متى، أين، لماذا). وهي مجموعة من التجارب الشخصية السابقة التي وقعت في وقت معين ومكان معين. على سبيل المثال، إذا قام أحد بتذّكر عيد ميلاده السادس فإن هذا هو الذاكرة العرضية. فهذه الذاكرة هي ما يسمح للفرد أن يعود مجازيًا بالوقت المناسب لتذكر الأحداث التي وقعت في ذلك الوقت والمكان المحدد.
وهي تختلف عن الذاكرة الدلالية (بالإنجليزية: Semantic memory) التي هي عبارة عن شبكة من المعرفة العامة (الحقائق والأفكار والمعاني والمفاهيم) التي تم اكتسابها على مدار الحياة. وعلى سبيل المثال، فإن الذاكرة الدلالية تحتوي على معلومات حول ما هي القطط، في حين أن الذاكرة العرضية قد تحتوي على ذاكرة محددة حول ملاعبة قطٍ معين.
وتشكل كلًا من الذاكرة العرضية والذاكرة الاستدلالية معًا ما يسمى بالذاكرة التقريرية.

## خصائص الذاكرة العرضية
للذاكرة العرضية بعض الخصائص التي تميزها عن غيرها من أنواع الذاكرة وهي:
- تحوي شكلًا ملخصًا للتجربة من حيث الإدراك والحس والعاطفة.
- تمر بفترات من النشاط والخمول من وقت لآخر.
- يتم تذكرها بالترتيب الزمني لحدوثها.
- قابلة للنسيان بسرعة.
- بوساتطها يمكن حفظ بيانات وأحداث السيرة الذاتية بكل شخص، فوظيفتها الأساسية هي إمداد الشخص بذكريات عن ماضيه، وهو ما تعجز عنه الذاكرة الدلالية.
- تتخذ عملية التذكر باستخدام الذاكرة العرضية شكلًا مجازيًا للسفر عبر الزمن، حيث يعود الشخص بذاكرته للماضي لتذكر بعض الأحداث، وغالبًا ما يتم استرجاعها على هيئة صور مرئية.[5]
- تعتمد الذاكرة العرضية على وعي الشخص بذاته وبالعالم المحيط، وبدون هذا الوعي لا يمكن أن تتكوّن الذاكرة العرضية ولا يمكن استرجاع الأحداث.
- استخدام الذاكرة العرضية هو شيء مألوف لدى كل الناس، ويستطيع الشخص الطبيعي فهم مروره بحالة من الذاكرة العرضية وتمييزها عن أحلام اليقظة أو عن التخيل.
- تتطور الذاكرة العرضية بشكل أبطأ بكثير مقارنة بالذاكرة الدلالية، فالأطفال قد يكتسبون الكثير من المهارات باستخدام الذاكرة الدلالية قبل بدء تكوين ذاكرة عرضية خاصة بالأحداث التي مروا بها.
- الذاكرة العرضية هي الأكثر قابلية للتعرض للإصابة والأمراض والتلف بتقدم العمر مقارنة بالذاكرة الدلالية، وفي حالات مرض ألزهايمر فإن اختلال الذاكرة العرضية هو أول الأعراض ظهورًا.
- لا توجد ذاكرة عرضية في أية كائنات أخرى غير الإنسان، ومع ذلك تشير بعض الأبحاث إلى وجود ما ذاكرة تشبه الذاكرة العرضية لدى بعض الحيوانات.

## اختلاف الذاكرة العرضية حسب العمر

صورة ثلاثية الأبعاد تظهر منطقة (قرن آمون) باللون الأحمر

تبرز الذاكرة العرضية في حوالي السنة الثالثة أو الرابعة من العمر. ويتم تفعيل مناطق محددة في الدماغ تسمى بـ(قرن آمون) بشكل مختلف بين الشباب وكبار السن في عملية استرجاع الذاكرة العرضية. بحيث يظهر نشاط كلًا من الفص الأيمن والأيسر لـ(قرن آمون) عند كبار السن، بينما يظهر نشاط الص الأيسر فقط في الشباب.

## العلاقة بين الذاكرة والعاطفة
في دراسة أجريت على مجموعة مكونة من 17 مصاب بمرض (ألزهايمر), قام فيها المتخصصون بعرض أفلام تحمل أحداثًا سعيدة وأخرى تحوي أحداثًا محزنة أمام المرضى. ثم مقارنة نتائج هذه المشاهد على مشاعر وذاكرة هؤلاء المرضى بنتائج عرض هذه المشاهد على بعض الأشخاص الأصحاء. وأوضحت النتائج أن بعض المرضى استطاعوا تذكر بعض أحداث الأفلام لمدة دقائق معدودة بعد نهاية العرض، ولم يستطع بعضًا منهم تذكر أية أحداث بعد نهاية العرض. بينما لم يستطع آخرين تذكر مرورهم بتجربة مشاهدة أية أفلام على الإطلاق. ورغم ذلك فقد ظهر تأثر واضح على كل المرضى حتى من فقد منهم كل ذكرياته عن أحداث الفيلم نفسه، وأمتدت هذه المشاعر لمدة تصل إلى 30 دقيقة.